# Hivites

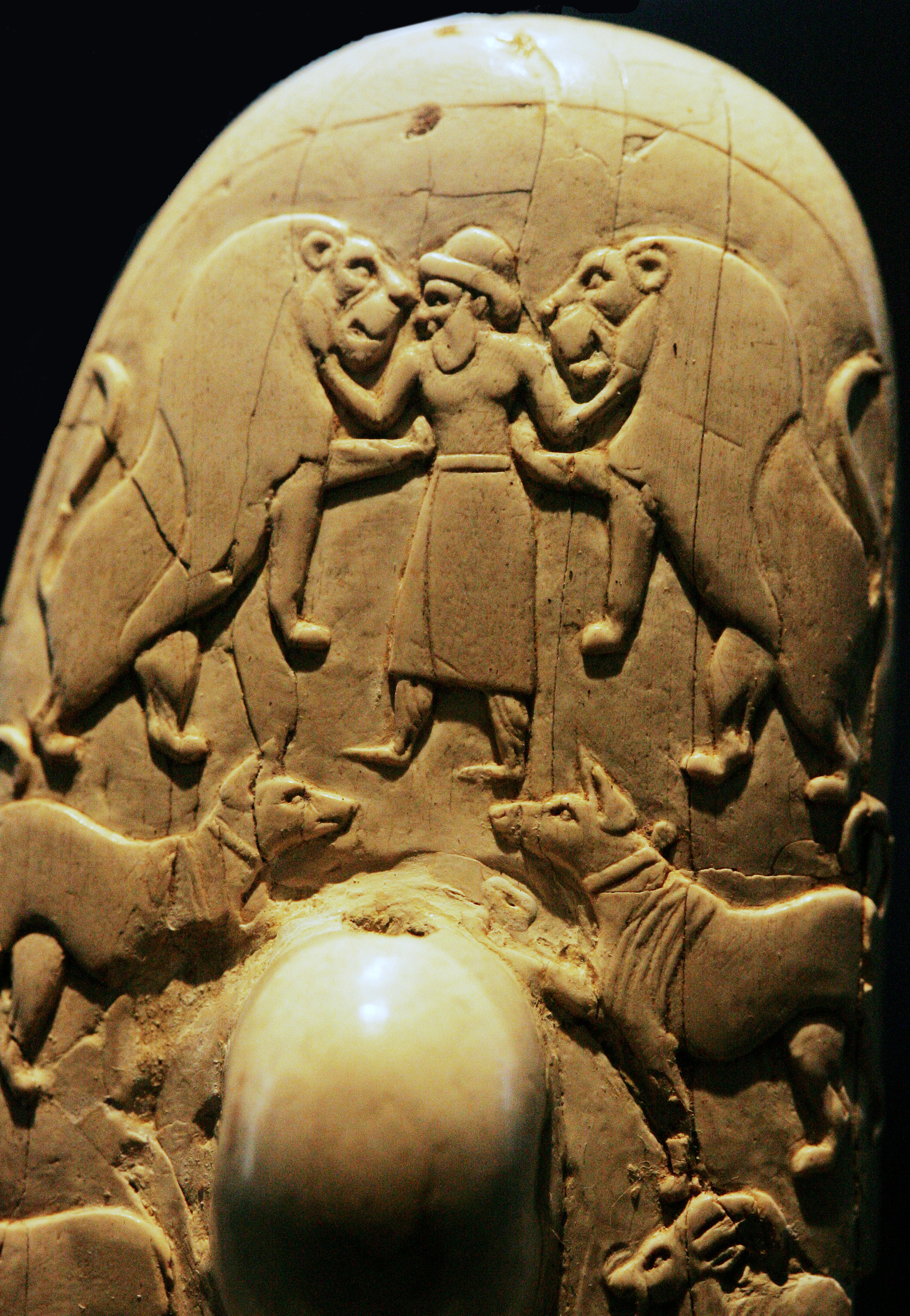
Gerro de la tribu dels cananeus, Hivites originaris

Els hivites (en hebreu חִוִּים Ḥīvvīm) van ser un dels onze pobles de Canaan que els hebreus van trobar a Palestina. Eren suposadament descendents d'un fill de Canaan, fill de Cam i net de Noè, segons la Taula de les Nacions i vivien al peu del Mont Hermon al Líban o Lebo Hamath al centre i al nord del territori de Benjamí i als turons al nord de Jerusalem, zona en la qual el Gènesi diu que governava Sequem i mes al sud Josuè esmenta les ciutats hivites de Gibeon, Kephirah, Beeroth i Kiriath Jearim.
Els 11 pobles eren: els sidonites, el hetites, els jebusites, el guirgaixites, els hivites, els arquites, els sinites, els arvadites, els semarites i els hamatites. Eren un dels pocs pobles de la regió que no practicava el ritu de la circumcisió.
En temps de David havien estat empesos cap al nord-oest Salomó els va sotmetre i ja no tornen a ser esmentats.